# 1695 en philosophie
Chronologie de la philosophie
- 1691
- 1692
- 1693
- 1694
- 1695
- 1696
- 1697
- 1698
- 1699

L’année 1695 a été marquée, en philosophie, par les événements suivants :

## Publications
- Pierre Cally : 
  - Universa philosophiæ institutio, Caen, chez J. Cavelier, 1695 (4 vol.).
  - Anicii Manlii Severini Boethii Consolationis Philosophiæ libros V interpretatione et notis illustravit Petrus Callyus, Paris, chez Fr. Léonard, 1695.

- Antoine Legrand :  Missœ sacrificium neomystis succinte expositum, Londres, 1695, in-12°

- Gottfried Wilhelm Leibniz : Système nouveau de la nature et de la communication des substances.

## Décès
- 12 août : Huang Zongxi (chinois traditionnel : 黃宗羲; chinois simplifié : 黃宗羲; pinyin : Huáng Zōngxī, prénom social Taichong (太冲), (né le 24 septembre 1610 à Yuyao, dans la province du Zhejiang) est un théoricien politique chinois, philosophe et soldat pendant la fin de la dynastie Ming et le début de la dynastie Qing.